# Priddy Promontory
Die Priddy Promontory (chinesisch 旧龙半岛 Jiulong Bandao, deutsch ‚Alter-Drachen-Halbinsel‘) ist die östlichere zweier Halbinseln südwestlich der Halbinsel Stornes an der Ingrid-Christensen-Küste des ostantarktischen Prinzessin-Elisabeth-Lands. Sie ragt aus den Larsemann Hills in die Prydz Bay hinein.
Norwegische Kartographen, die sie in Verbindung mit der Tonagh Promontory als Storneskloa benannten, kartierten sie anhand von Luftaufnahmen der Lars-Christensen-Expedition 1936/37. Das Antarctic Names Committee of Australia benannte sie dagegen 1988 nach Richard Priddy, Mediziner auf der Casey Station im antarktischen Winter des Jahres 1981 und stellvertretender Leiter einer ANARE-Kampagne zu den Larsemann Hills zwischen 1987 und 1988.